# 華恩庭
華恩庭（英語：Amazing Kids），是一匹曾在香港出賽的已退役賽駒，練馬師是蔡約翰。

## 簡介
2016年10月1日，柏寶策騎「華恩庭」勝出國際三級賽國慶盃。
2017年1月8日，莫雷拉策騎「華恩庭」勝出國際三級賽洋紫荊短途錦標。
2017年3月25日，莫雷拉策騎「華恩庭」遠征杜拜，角逐美丹馬場的國際一級賽阿喬斯短途錦標，最終取得第六名，落後頭馬法國賽駒「正確人選」四個馬位之後過終點。
2018年3月11日，柏寶策騎「華恩庭」勝出第一班盃賽新加坡賽馬公會錦標。
2018年5月18日，「華恩庭」宣告退役，正式結束其競賽生涯。

## 在港服役期間勝出賽事全紀錄
| 比賽日期   | 賽事名稱           | 賽事班次 | 賽道 | 賽事路程 | 比賽馬場 | 名次 | 完成時間 | 騎師   |
| ---------- | ------------------ | -------- | ---- | -------- | -------- | ---- | -------- | ------ |
| 29/03/2015 | 吐露港讓賽         | 第三班   | 草地 | 1200米   | 沙田馬場 | 1    | 1:09.30  | 韋紀力 |
| 19/09/2015 | 冠忠巴士金禧盃     | 第二班   | 草地 | 1200米   | 沙田馬場 | 1    | 1:08.80  | 莫雷拉 |
| 09/01/2016 | 皮亞士紀念挑戰盃   | 第二班   | 草地 | 1200米   | 沙田馬場 | 1    | 1:08.86  | 柏寶   |
| 14/02/2016 | 鄉議局九十周年盃   | 第二班   | 草地 | 1200米   | 沙田馬場 | 1    | 1:09.19  | 莫雅   |
| 01/10/2016 | 國慶盃             | G3       | 草地 | 1000米   | 沙田馬場 | 1    | 0:56.19  | 柏寶   |
| 08/01/2017 | 洋紫荊短途錦標     | G3       | 草地 | 1000米   | 沙田馬場 | 1    | 0:55.90  | 莫雷拉 |
| 11/03/2018 | 新加坡賽馬公會錦標 | 第一班   | 草地 | 1200米   | 沙田馬場 | 1    | 1:08.30  | 柏寶   |

## 外部連結
- . 香港賽馬會. 2016-10-01  [2018-12-31]. （原始内容存档于2018-12-31）.
- . 香港賽馬會. 2017-01-08  [2018-12-31]. （原始内容存档于2021-05-15）.
- . 香港賽馬會. 2018-03-11  [2018-12-31]. （原始内容存档于2018-08-26）.